# Георги Радков
Георги Русев Радков е български офицер, майор от артилерията, герой от морския бой с отряд бойни кораби на Руския черноморски флот край Балчик през декември 1916 г.
По времето на комунистическото управление морският бой и разгромът на руските войски в Добруджа през Първата световна война умишлено не се разглеждат и анализират от българската марксичестка историография, остават неизвестни за широката общественост, а с това е забравено и името на този доблестен офицер от бреговата артилерия.

## Биография
Роден е на 12 декември 1889 г. в Разград, в семейството на полковник Руси Радков и Руска Цонева. Баща му е с богата биография на офицер – завършил е Военното училище в София, доброволец е в Сръбско-българската война (1885), работи във Военното министерство, завършва Генералщабната академия в Торино, Италия. По време на Балканската война е командир на 44-ти пехотен полк, участвал в обсадата на Одрин.
Георги Радков завършва през 1909 г. Военното училище, произведен е в чин подпоручик и е назначен в 1-ви артилерийски полк в Разград. По спомени на сестра му той е всестранно развита личност – притежава ораторска дарба, владее италиански, френски, английски, немски и руски език, интересува се от музика и свири добре на цигулка. През 1912 г. Г. Радков е произведен в чин поручик, а пагоните на капитан получава през есента на 1915 г. С подчинените си поддържа добри отношения и когато се налага умее да ги вдъхновява, за което се ползва с тяхното доверие.

### Военна служба
Военната биография на капитан Георги Радков е тясно свързана с бойния път, изминат от Българската армия по време на трите войни за национално обединение. Като офицер от артилерията участва в Балканската, Междусъюзническата и Първата световна война. Изпълнявайки войнския си дълг, воюва последователно с турци, гърци и сърби, а в края на 1916 г. за защита на морските брегове на България се бие и с руснаци. Първоначално служи нато адютант на командира на Първи нескорострелен артилерийски полк. Участва в боевете за овладяване на Лозенград, Бунар Хисар и при Чаталджа, както и в обсадата и превземането на Одрин. От декември 1913 до януари 1915 г. служи в бреговата артилерия във Варна.
През Първата световна война капитан Радков е командир на 150 mm скорострелна гаубична батарея от Видинския тежък артилерийски полк. Неговите артилеристи демонстрират добра бойна подготовка, водейки точен огън по противника, с което е сломена сръбската отбрана при редутите Гарваново било и Връшка чука в средата на октомври 1915 г.
През лятото на 1916 г. е назначен за командир на батарея от южната артилерийска група, защитаваща Варна. На 7 и на 9 септември 1916 г. черноморският град Балчик става обект на два корабни артилерийски удара, нанесени от ескадрени миноносци на руския черноморски флот. При тези нападения на противника е опожарена и унищожена индустриална перла на Балчик – мелницата на Анонимното индустриално дружество – най-голямата по онова време в България. По решение на командването в края на октомври 100 mm морска батарея, разположена на н. Галата и командвана от капитан Радков, е преместена на открита огнева позиция на около 2 km източно от Балчик.

### Морски бой при Балчик
В българската военноморска история две събития са особено важни с мащабите и резултатите си. Това са торпилирането на крайцера „Хамидие“ и морският бой при Балчик през декември 1916 г. Нападението за бомбардирането на Балчик е съпроводено с героичен отпор срещу отряда бойни кораби на руския черноморски флот от разнообразни средства за защита. Проведен е истински морски бой с използването на подводница, атаки от водосамолети и активно участие на брегова артилерия и всичко това при крайно неблагоприятно съотношение на силите.
След двете бомбардировки на Балчик на 7 и 9 септември 1916 г., на 13 декември 1916 г. сутринта отряд руски бойни кораби в състав крайцерът „Память Меркурия“ и ескадрените миноносци „Громкий“ и „Счастливый“ отново приближават Балчик. Флагманският кораб „Память Меркурия“ се намира между двата ескадрени миноносеца. Той има водоизместване 7428 t. Въоръжен е с 30 оръдия, от които с главен калибър 152 mm – 16 броя. Разположението им е такова, че позволява 10 от тях да водят огън едновременно по една цел. Двата бойни кораба, съпровождащи руския крайцер, са ескадрените миноносци „Громкий“ и „Счастливый“. Те са тип „Новик“. Артилерийското им въоръжение се състои от 3 бр – 102 mm (главен калибър) и 2бр -47 mm зенитни оръдия (от 1916 г.). На борда им са монтирани пет двутръбни торпедни апарата.
Бреговата батарея защитаваща Балчик, е преместена дни преди това от Варна. Батареята е известна и с името „Света Тройца“, на името на съществуващия тогава манастирски параклис край Галата, където тя е разположена преди преместването в Балчик. Състои се от две 100 mm Д-50 морски оръдия, производство на френската фирма „Шнайдер“ („Schneider“). Далекобойността им е 8 km. В това отношение оръдията от главния калибър на неприятелския крайцер и съпровождащите го есминци ги превъзхождат. Теглото на един снаряд от оръдията на батареята е 22 kg, а техническата скорострелност е един изстрел в минута. Следователно огневата производителност за 1 минута е един залп с тегло 44 kg. Личният състав на батареята включва 37 души. Командир е капитан Георги Радков тогава на 27 години. Нито войниците нито техният командир са участвали в морски бой и имат практически опит за това. По време на боя батареята изстрелва по противника 186 снаряда (обикновени гранати – 130, бронебойни гранати – 44, и шрапнели – 12). В бойния дневник е отбелязано, че руският крайцер е улучен от 4 – 5 снаряда. В руски публикации се отбелязва, че 100 mm брегова батарея стреля добре. Батареята открива огън по челния ескадрен миноносец от дистанция 5200 m. Той започва да се отдалечава с пълен ход, докато излиза от нейния обсег и повече не се приближава на изстрелно разстояние. Батареята пренася огъня си по крайцера и с прекъсване води артилерийски двубой с него, когато противникът се отдалечава към нос Калиакра. С точната си стрелба бреговата батарея привлича огъня на противника върху себе си. Водейки артилерийски двубой с флагманския крайцер на неприятеля, тя го отвлича от изпълнение на основната му огнева задача – да нанесе максимални поражения на сградния фонд на Балчик. Така проявявайки героизъм и с риск на живота си артилеристите на капитан Радков предпазват града от по-големи разрушения. Командирските качества на капитан Радков се изявяват по убедителен начин и неговите артилеристи се противопоставят на противника успешно с бреговата батарея, която е с 20 пъти по-малко на брой оръдия и 100 пъти по-малка огнева мощ от тази на руския флот.
Със заповед на неговия началник от 31 декември 1916 г. е назначен за командир на 240-mm-та батарея, която познава добре, тъй като преди това е служил в нея.
Капитан Радков е своеобразен носител на най-добрите професионални качества на българския офицерски корпус.

### Следвоенен период
През 1920 г. майор Радков е уволнен от служба. В продължение на около година до 15 октомври 1921 г. е на дипломатическа работа, изпълнявайки длъжността втори секретар при българските легации в Лондон, Париж и Рим. През 1922 г. Г. Радков вече в България, постъпва на работа в Българо-италианската банка в София. Като симпатизант на БЗНС и правителството на Александър Стамболийски, след преврата на 9 юни 1923 г. е арестуван и пребит. След атентата в църквата „Св. Неделя“ отново е арестуван. Поради липса на вина е освободен след няколко дни. Около 1928 – 29 г. се премества със семейството си в Русе. През тридесетте години на миналия век Георги Радков служи в Трудовите войски. Когато постъпва в Трудови войски, той е член на БЗНС. През периода 1940 – 1944 г. заема различни длъжности в тогавашната изпълнителна власт. През 1940 – 1941 г. той е кмет на Девин и с. Костенец, Ихтиманско. След това е командирован за околийски управител на Охрид. На 23.I.1943 г. е назначен за околийски управител на Оряхово. По негова молба е освободен от тази длъжност на 19 март 1944 г.

### Народен съд
След 9 септември 1944 г. Георги Радков е арестуван и съден. На 23 март 1945 г. четвъртият състав на Народния съд на Врачанска област – гр. Оряхово го осъжда на смърт заедно с още 7 обвиняеми. В 21 ч. 30 мин. вечерта на същия ден, на 200 крачки югозападно от изхода на Врачанския затвор Георги Радков и останалите обвиняеми са разстреляни. Той е разстрелян там, където е убит и полковник Павел Панов, командирът на славния Козлодуйски полк. В правото си на последна дума Радков казва:
“През цялата си служба като околийски управител абсолютно никому зло не съм желал и зло не съм сторил, никой не е арестуван или преследван по мое нареждане. Нямам никакви вулгарни или користни прояви“.
Във връзка с преименуването на площад в Балчик на неговото име и откриването на паметник на артилеристите защитници на града, в архива на Министерството на вътрешните работи е извършено проучване на всички документи, имащи отношение към наказателното дело, повдигнато срещу Г. Радков от Народния съд. Не са открити никакви свидетелства, уличаващи го в политическо преследване или репресиране на нелегални или техни роднини и близки. Най-общо отправените срещу него обвинения, въз основа на които е издадена присъдата, се свеждат до това, че е провеждал политика на тогавашното управляващо правителство.
В своя молба до Врачанския областен народен съд от 5 февруари 1945 г. Г. Радков моли да бъдат допуснати и призовани за разпит по повдигнато срещу него наказателно дело 5 свидетели, петият е бъдещият председател на БЗНС Георги Трайков, тогава областен директор във Варна, “… който ще установи какъв съм аз по партийна принадлежност, каква борба съм водил заедно с него срещу режима на реакцията в миналото и защо съм приел да бъда околийски управител…“ Няма данни молбата на Г. Радков да е удовлетворена.
След многократни постъпки пред съответните инстанции благодарение на настойчивите и последователни усилия на дъщеря му Лиляна Станилова, той е реабилитиран. С определение № 986 от 4 юни 2007 г. на Окръжни съд във Враца неговата съдебна реабилитация става юридически факт.

## Признание
До включването на България в Първата световна война офицерът Георги Радков е кавалер на орден „За военна заслуга“ V ст. на военна лента и орден „Св. Александър“. През 1917 г. за героичния отпор, даден на отряда руски кораби, капитан Радков е удостоен с военен орден „За храброст“ IV ст. II клас и с германски „Железен кръст“ II ст.
В град Балчик е наименуван площад „Капитан Георги Радков“, носещ името на защитника на града. На площада от Община Балчик е издигнат паметник на българската брегова артилерия с предоставеното за временно ползване от Военноморския музей във Варна 100 mm морско оръдие „Шнайдер“.

## Военни звания
- Подпоручик (22 септември 1909)
- Поручик (22 септември 1912)
- Капитан (1 октомври 1915)
- Майор (1 април 1919)